# Galaktická republika
Galaktická republika (anglicky Galactic Republic), též jen Republika, je vesmírné státní společenství ve fiktivním světě Star Wars. Ve filmové sérii vystupuje jako nepříliš pružný zkorumpovaný systém řízený senátem z planety Coruscant a který je v zákulisí tajně ovlivňován sílícími Sithy, jež jej ženou do ničivé války s hnutím separatistů CIS. Pod pojmem Stará Republika vešla ve známost teprve až po svém zániku v pozdějším období Galaktického impéria, přestože se tento název původně vázal ke staršímu období republiky do roku 1032 BBY.

## Dějiny
Roku 1032 BBY vzniká Galaktická republika, na konci období Stoleté temnoty, kdy v galaxii začíná věk míru a prosperity. Toto období trvalo až do roku 22 BBY, kdy v důsledku korupce v senátu a separatistických tendencí některých světů (Konfederace nezávislých systémů – CIS) nastaly Klonové války. Kancléř Sheev Palpatine tak získal „zvláštní pravomoci“, což vedlo ke vzniku Impéria roku 19 BBY a rozpuštění Senátu roku 0 BBY, kvůli dokončení zbraně schopné ničit planety, obří vesmírné stanice velké přes sto kilometrů, zvané „Hvězda smrti“. Po pádu Palpatina však na troskách rozpadajícího se Impéria vznikla tzv. Nová Republika (4 ABY).

## Struktura
Planety sdružené v Republice si zachovávají své zvyky a vládu, proto by se dalo mluvit o federativní ústavní republice. Nejvyšším státním orgánem Republiky je Galaktický senát sídlící na planetě Corusant složený ze zástupců planet, systémů, národů i různých společenství galaxie v čele Nejvyšším kancléřem. Na stejném světě sídlí i Nejvyšší soud třímající soudní moc a Nejvyšší rada Jedi, hlavní orgán řádu jež udržuje mír a spravedlnost. Pro státní účely je používán jednotným systém času, tzv. Galaktický standard. Ačkoliv Republika ovládá většinu známého vesmíru, pod její pravomoc nespadají světy jako je třeba Tatooine nebo Dagobah. Samotná galaxie, ve které Republika leží, má rozměry 120 tisíc světelných let, obsahuje 400 miliard hvězd a obývá jí asi 20 miliónů druhů inteligentních živých tvorů.